# Karangahape Road
A Karangahape Road (a helyi köznyelvben gyakran K' Road) Új-Zéland legnagyobb városának, Aucklandnak egyik nagy múltra visszatekintő főutcája, merőleges a Queen Streetre. A szűkebben vett aucklandi belváros, az Auckland Central Business District (Auckland CBD) déli peremén, egy vulkáni eredetű magaslat gerincén húzódik nagyjából kelet-nyugati irányban. Az 1960-as évekig a város egyik fő bevásárló utcája volt, majd amikor megkezdődött a tehetős lakosság kiköltözése az elővárosokba, kissé marginalizálódott, piroslámpás negyeddé változott. Az 1980-90-es években az utca társadalmi státusza újra emelkedni kezdett, megindult a dzsentrifikációnak nevezett folyamat, és divatos kulturális negyeddé alakult.
Az utca nyugaton, a városközpontot körülvevő sztrádák felett átívelve, a Ponsonby utcai kereszteződéstől a Great North Road nevet veszi fel. Keleten ugyancsak a sztrádák feletti Grafton Bridge hídnál ér véget.

## Története
Az út alapját képező magaslati gerincen már a maorik idejében egy gyalogút húzódott, ezért ez az utca tekinthető a város legrégibbjének. A maori név jelentését illetően számos, egymástól erősen eltérő elmélet létezik. A gyarmati időkben több kísérlet is történt az utca angol elnevezésére, hiszen sokáig ez volt az egyetlen maori nevű utca a városban, de ezek a kísérletek kudarcot vallottak. Az utca népszerű, rövid neve a köznyelvben „K' Road” lett.
Az út és környezete része volt annak a 3000 acre nagyságú területnek, amit a helyi maoriktól a gyarmati kormányzat megvásárolt 1841-ben. A Karangahape gerinc alkotta ebben az időben a város déli határát. 1882-ben aztán az úton kívül eső települések, Newton, Ponsonby, Grafton arra szavaztak, hogy csatlakoznak a nagyvárosi közigazgatáshoz.
A századfordulótól az 1960-as évek elejéig a K' Road volt Auckland legforgalmasabb bevásárló utcája, ruházati és cipőboltokkal, áruházakkal. A legtöbb üzleti láncnak volt itt boltja, sok esetben előnyben részesítették a tulajdonképpeni főutcával, a sugárirányú Queen Streettel szemben is. A két háború közötti időszakban megjelentek itt a bútorüzletek, hangszerboltok, a rádiókat és háztartási gépeket árusító üzletek is.
1908-ban a gázvilágítást elektromos közvilágításra cserélték. 1935-ben az egész utca, az üzletekkel együtt, egységes kivilágítást kapott a késő esti bevásárlás népszerűsítése érdekében. 1948-ban a városban itt hozták létre a második jelzőlámpás közúti kereszteződést. 1949-ben, az országban először, a hagyományos utcai lámpákat neonvilágításra cserélték.
A bevásárlás mellett az utca látogatói a szórakozási lehetőségekben is válogathattak, mert a 20. század közepén az utcában már öt mozi és számos táncos szórakozóhely is működött. Az 1980-as évek előtt az üzletek szombat-vasárnap zárva tartottak, de a K' Road ekkor sem ürült ki. A környék tucatnyi kisebb-nagyobb templomában tartották az esküvők nagy részét, a fényképész szalonokban készültek az esküvői fotók, és ezek az események sok érdeklődőt vonzottak. A templomlátogatás is társadalmi esemény volt, ahol sokat számított, hogy ki mit viselt.
1965 után az aucklandi városfejlesztések hátrányosan érintették az utca kereskedelmi forgalmát. A nagy autóutak városi bevezető szakaszainak kiépítése miatt mintegy 50 000 ember költözött ki a belvárosból az elővárosokba. Sok üzlet bezárt, a bérleti díjak csökkentek, és a 70-es évekre itt alakult ki a város piroslámpás negyede. Az 1990-es évekre ez a trend megváltozott, modern lakóépületek épültek a közelben, de az utca korábbi jó híre nem állt teljesen helyre. Az éjszakai élet továbbra is élénk, változatos üzletek, kávéházak, klubok, éjjeli mulatók működnek itt. A K' Road a bohém művészek és az LMBT közösség egyik kedvenc helye is lett.
A 2000-es években újabb jelentős összegeket költött a város az utca szanálására, felújítására, az utcabútorzat kiteljesítésére, aminek révén sikerült sok színvonalas üzletet visszacsalogatni a területre.

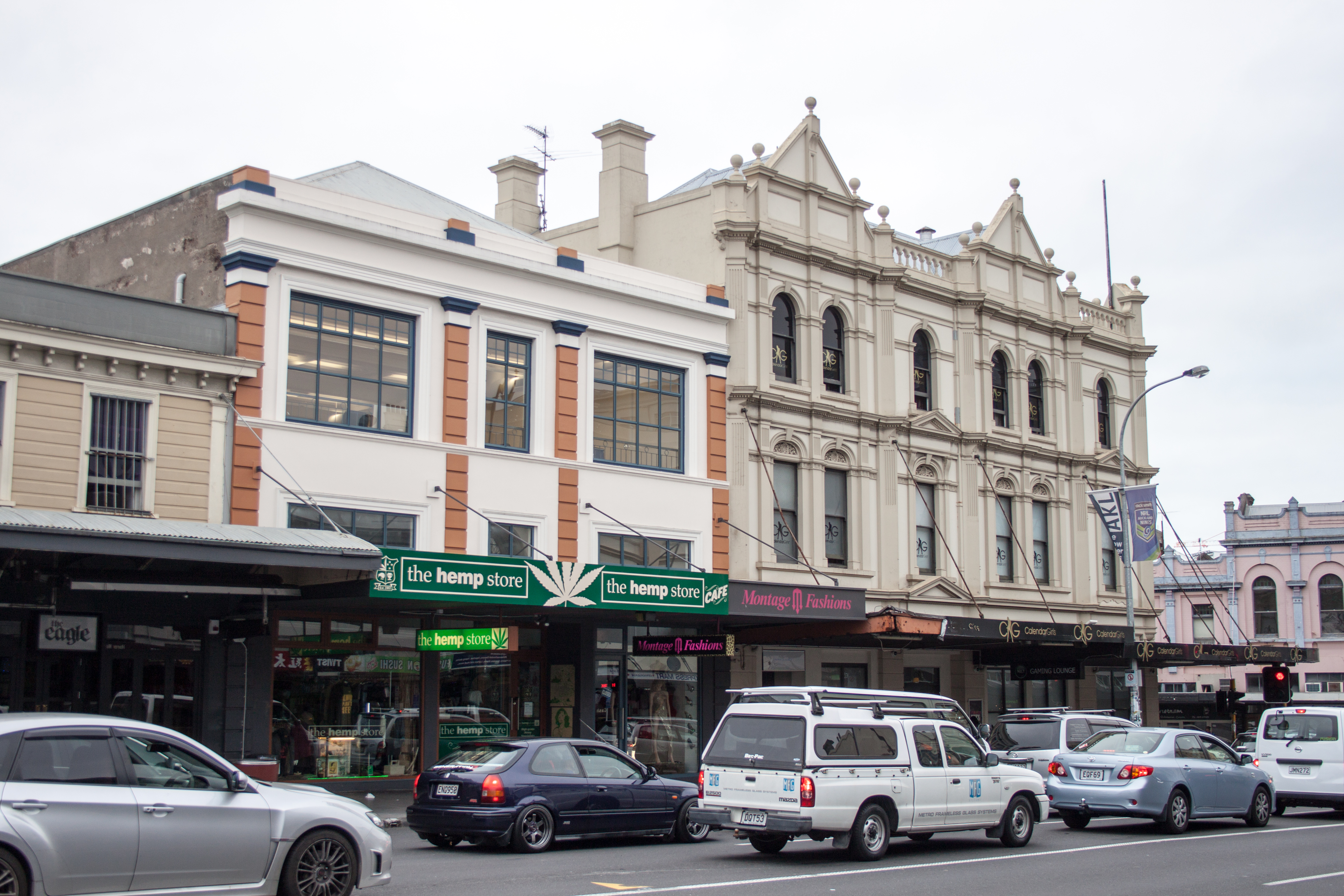
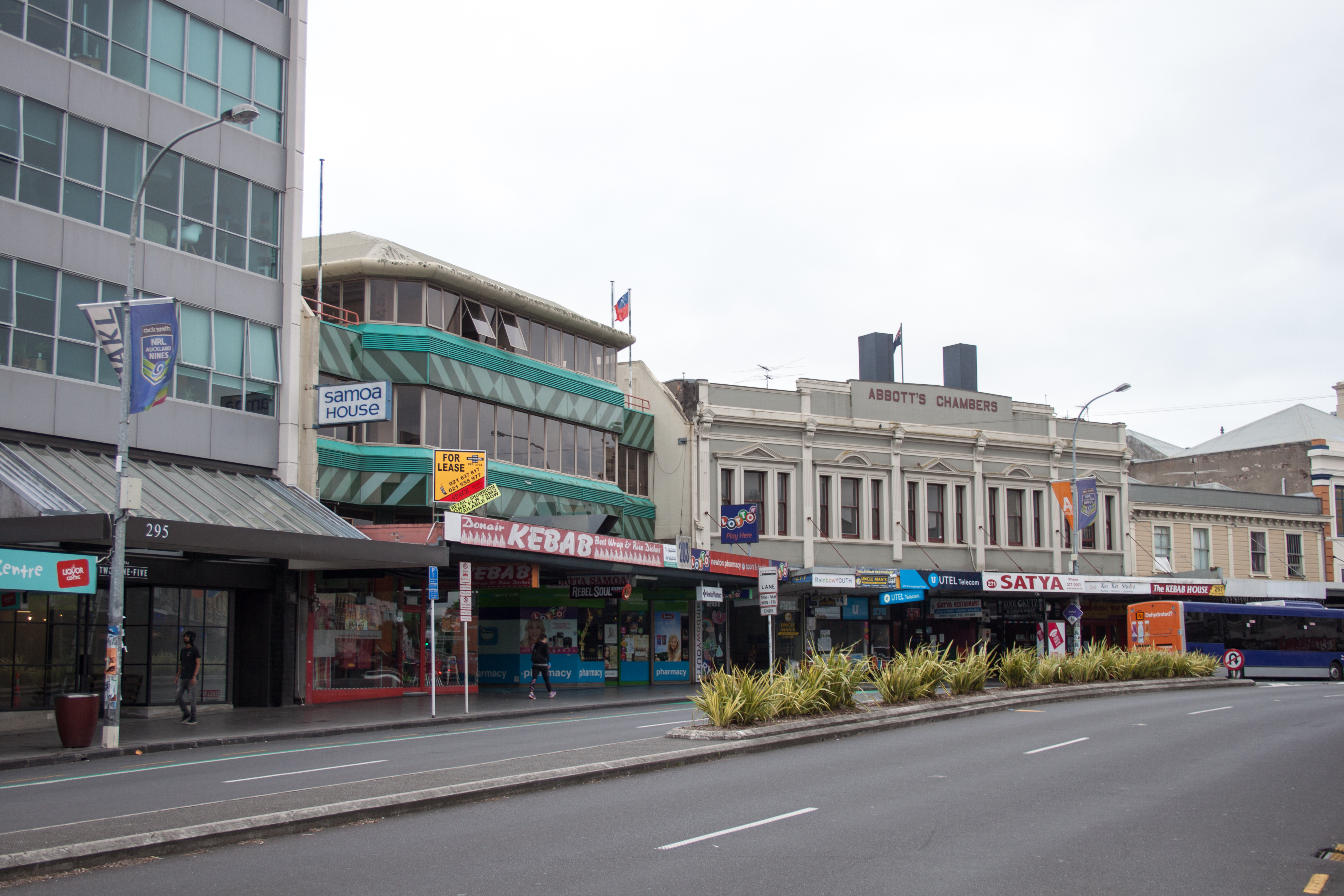
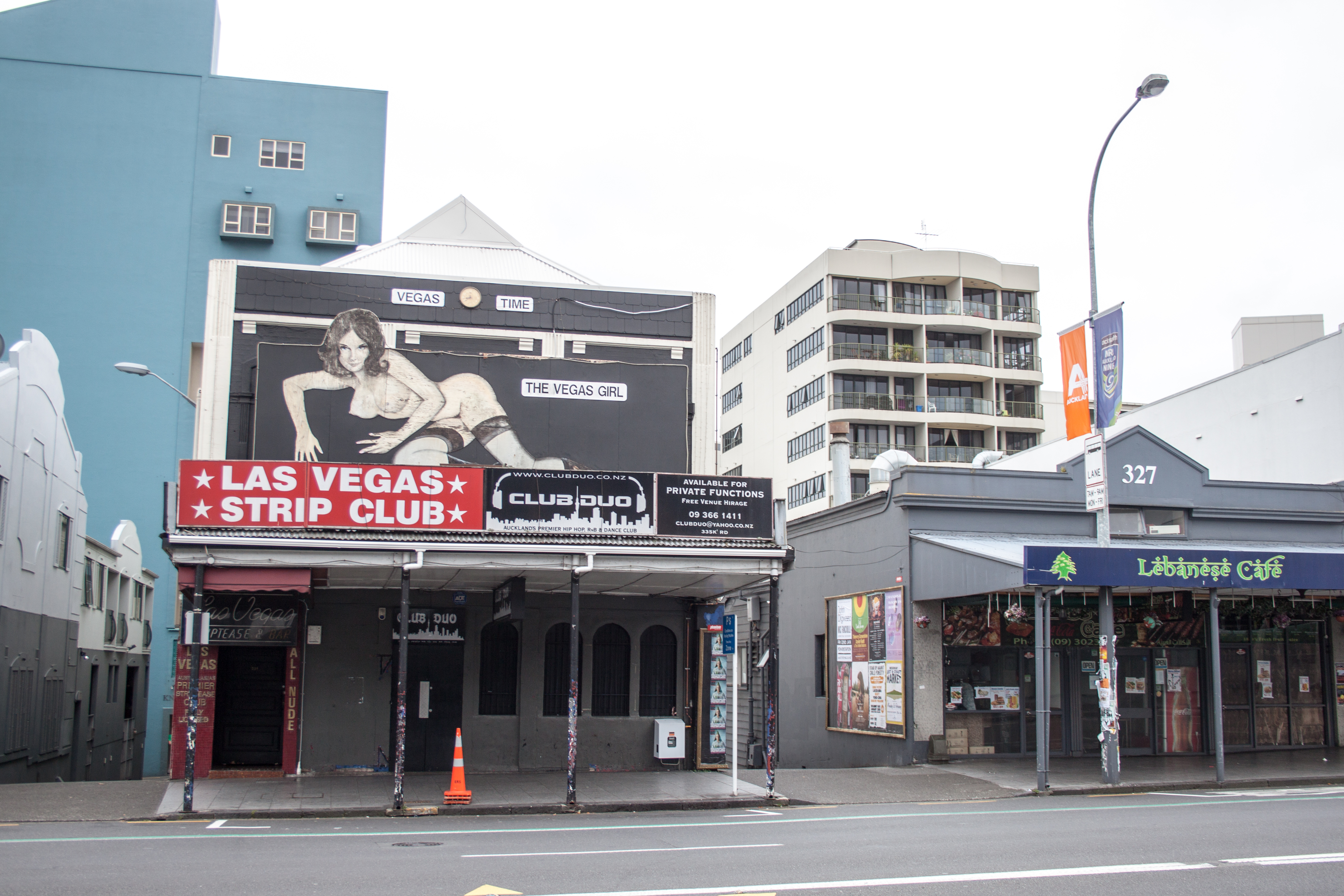
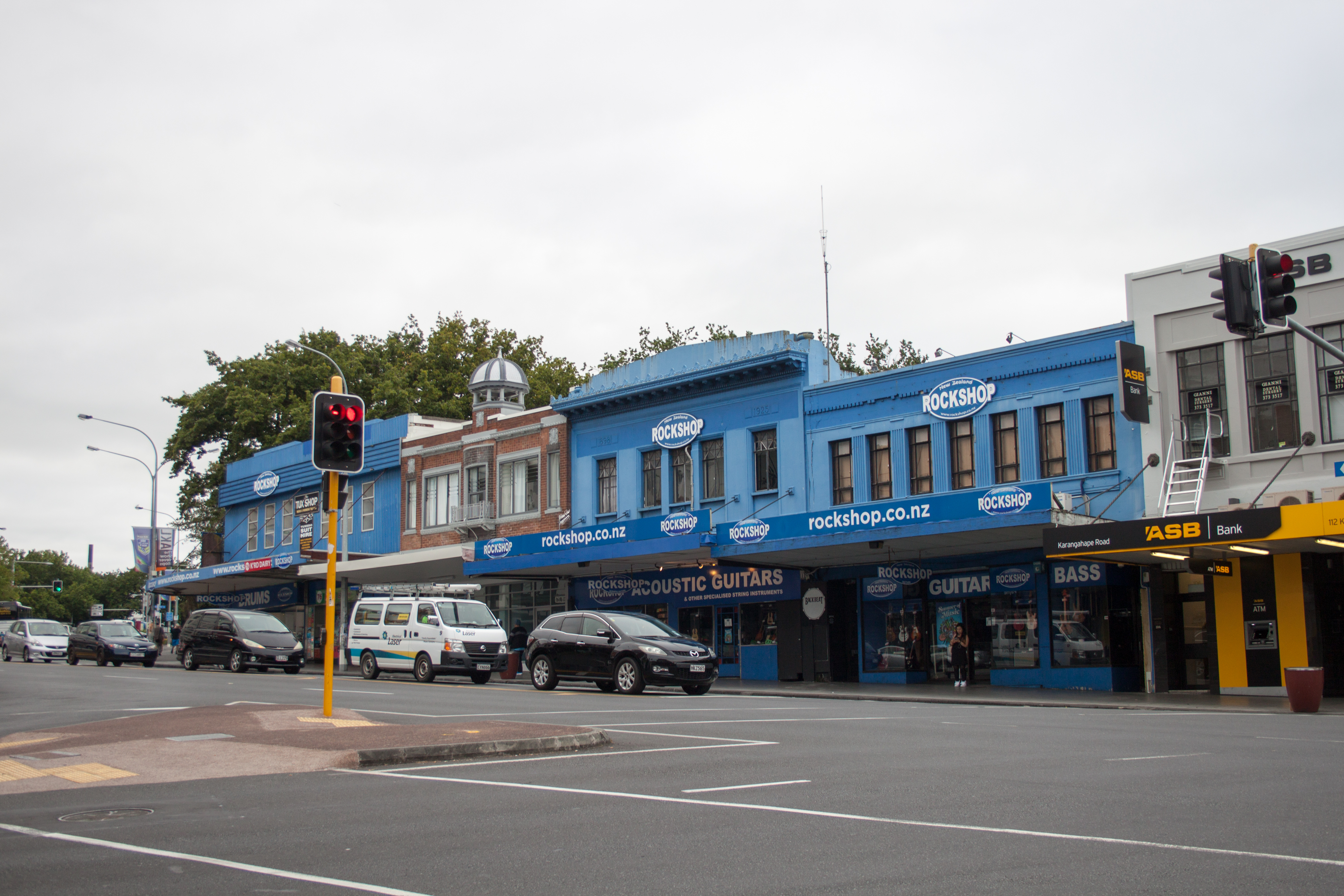

## Fordítás
- Ez a szócikk részben vagy egészben a Karangahape Road című angol Wikipédia-szócikk ezen változatának fordításán alapul.  Az eredeti cikk szerkesztőit annak laptörténete sorolja fel. Ez a jelzés csupán a megfogalmazás eredetét és a szerzői jogokat jelzi, nem szolgál a cikkben szereplő információk forrásmegjelöléseként.